# San Francesco d'Assisi a Ripa Grande (titre cardinalice)
Le titre cardinalice de San Francesco d'Assisi a Ripa Grande est érigé par le pape Jean XXIII le 12 mars 1960 et rattaché à l'église San Francesco a Ripa qui se trouve dans le rione de Trastevere au sud-est de Rome.

## Titulaires
| - Laurean Rugambwa (1960-1997) - Norberto Rivera Carrera (1998-) |